# Aphileta centrasiatica
Aphileta centrasiatica là một loài nhện trong họ Linyphiidae.
Loài này thuộc chi Aphileta. Aphileta centrasiatica được Kirill Yuryevich Eskov miêu tả năm 1995.